# Bridgeport (Connecticut)
Bridgeport – miasto w północno-wschodniej części Stanów Zjednoczonych, położone nad Atlantykiem, największe miasto stanu Connecticut.
Jest częścią wielkiego obszaru metropolitalnego miasta Nowy Jork liczącego 21,2 mln mieszkańców (dane 2000 roku).
W mieście rozwinął się przemysł maszynowy, zbrojeniowy, lotniczy oraz elektrotechniczny.

## Historia
Znaczna część terenu, na którym położone jest Bridgeport, była pierwotnie zajmowana przez Indian Pequonnock z plemienia Paugussett. Jedna wioska składała się z około pięciuset do sześciuset mieszkańców w około 150 domach. Pierwsza angielska osada na zachodnim brzegu ujścia rzeki Pequonnock została założona w latach 1639-1665 i nazwana Pequonnock.
Historia Bridgeport, w końcu XVII i większości XVIII wieku, wiąże się z nabywaniem gruntów od rdzennych mieszkańców i rozwojem rolnictwa oraz rybołówstwa. Od połowy XVIII wieku do połowy XIX wieku, Bridgeport było jednym z ośrodków przemysłu stoczniowego, wielorybniczego. Szybki rozwój miasta rozpoczął się w połowie XIX wieku wraz z pojawieniem się kolei, industrializacją i masową imigracją. Swój szczyt osiągnął w 1950 roku, gdy z 159 000 populacją Bridgeport było drugim najbardziej zaludnionym miastem w  Connecticut.

## Sport
- Bridgeport Sound Tigers - klub hokejowy

## Religia
- Diecezja Bridgeport
- Parafia św. Michała Archanioła w Bridgeport